# Chen Yun
Chen Yun född 13 juni 1905, död 10 april 1995 i Peking, var en kinesisk kommunistisk politiker. Han tillhörde den första generationen ledare i Folkrepubliken Kina. 
Han räknas också som en av "de åtta odödliga" i kommunistpartiet.
Chen Yun kom från Qingpu härad som nu är ett distrikt i Shanghais storstadsområde och är en av de få ledarna i Kinas kommunistiska parti som kom från en urban arbetarklassbakgrund. Han gick med i partiet 1925 och började sin politiska bana som organisatör bland arbetare i Shanghai. Efter Chiang Kai-sheks utrensning på kommunisterna flydde Chen till den kinesiska sovjetrepubliken i Jiangxi. Han deltog i Långa marschen och satt i centralkommittén i Kinas kommunistiska parti från 1931 till 1987.
Vid Folkrepubliken Kinas grundande 1949 tillhörde Chen till absoluta toppskiktet i partiet och staten. Han var ledamot av politbyråns ständiga utskott och tillsammans med Mao Zedong, Liu Shaoqi, Zhu De och Zhou Enlai tillhörde han de "fem stora". Under kulturrevolutionen utsattes han för kritik, men återvaldes till centralkommittén vid den nionde kongressen 1969. Under Deng Xiaopings reformpolitik fortfor han att vara en viktig politiker och stödde inledningsvis de marknadsekonomiska reformerna. Vid slutet av 80-talet vad han dock mer kritisk och ville dämpa reformtakten. Han är känd för att ha jämfört reformpolitiken med att "vada över en flod genom att känna efter stenarna" (摸着石头过河).